# Lathrolestes tomostethi
Lathrolestes tomostethi är en stekelart som först beskrevs av Joseph Augustine Cushman 1935.  Lathrolestes tomostethi ingår i släktet Lathrolestes och familjen brokparasitsteklar. Inga underarter finns listade i Catalogue of Life.